# Mimela luteoviridis
Mimela luteoviridis är en skalbaggsart som beskrevs av Ohaus 1930. Mimela luteoviridis ingår i släktet Mimela och familjen Rutelidae. Inga underarter finns listade i Catalogue of Life.